# Caterina Scarpellini
Caterina Scarpellini (Foligno, 29 ottobre 1808 – Roma, 28 novembre 1873) è stata un'astronoma e scienziata italiana che scoprì una cometa e come meteorologa fondò una stazione a Roma negli anni '50 dell'Ottocento.

## Biografia
Nacque a Foligno nel 1808 e a diciotto anni si trasferì a Roma come assistente dello zio, lo scienziato Feliciano Scarpellini, nominato nel 1826  direttore dell'osservatorio astronomico della Sapienza - Università di Roma posto sul Campidoglio
.
A Roma sposò Erasmo Fabri, allievo dello zio e assistente dell'osservatorio, che aggiunse al suo cognome quello della moglie e i coniugi lavorarono alla stazione astronomica anche dopo la morte di Feliciano Scarpellini sotto la guida di Ignazio Calandrelli.
La scienziata aveva una solida formazione e una profonda conoscenza del sistema solare e si occupò del rilevamento di fenomeni meteorologici e astronomici.
Per divulgare nello Stato Pontificio e all'estero i dati delle sue indagini e i lavori dell'osservatorio, nel 1847 fondò col marito la rivista La Corrispondenza scientifica in Roma. Bullettino universale, che riceveva le comunicazioni di vari scienziati italiani, della Reale Accademia di scienze di Bruxelles, d'istituti inglesi e francesi e puntava all'aggiornamento e al coordinamento dell'attività di ricerca.
Nel 1856, la scienziata istituì presso l'osservatorio capitolino una stazione meteorologica e ozonometrica, a lei successivamente intitolata, che si occupava anche di rilevazioni idrometriche e idrotermiche del fiume Tevere, pubblicate sull'apposito Bullettino delle osservazioni à-meteorologiche. Dalle misurazioni del livello dell'ozono dedusse una relazione inversamente proporzionale tra la concentrazione di tale gas nell'aria e la diffusione dell'epidemia di colera a Roma nel 1867.
Inoltre, documentò l'osservazione della grande cometa dell'aprile 1854, oggi nota come C/1854 F1, e quella del giugno 1861, l'eclissi solare del 1860, i passaggi di sciami di meteore tra 1861 e 1868, i terremoti e particolari fenomeni accaduti a Roma negli stessi anni. Morì a Roma il 28 novembre 1873. «[L]a dimenticatissima Caterina Scarpellini» aveva partecipato a una lotta: 

## Riconoscimenti
Per l'alto valore scientifico dei suoi studi, ricevette nel 1872 la medaglia d'oro dello Stato Italiano, fu accolta nell'Accademia dei Georgofili di Firenze e nell'Accademia dei Quiriti di Roma ed oggi uno dei crateri di Venere porta il suo nome.

## Opere
Tra le sue opere più significative, alcune delle quali pubblicate sulla rivista La Corrispondenza scientifica in Roma. Bulletino universale, ricordiamo:
- Della inefficacia dell'arsenico per il trattamento delle febbri intermittenti in generale, e particolare delle febbri di Roma, Roma, 1851—Riassunto
- Osservazioni ozometriche istituite in Roma nell'agosto 1856 da Caterina Scarpellini all'altezza di metri 60,43 sul livello del mare e Lettera di Paolo Peretti sopra un odore particolare emanantesi dalle cartoline ozonizzate notato nel settembre 1856, 1857
- Osservazioni ozonometriche-meteorologiche fatte in Roma, 1859[13]
- Il grande ecclisse solare del luglio 1860 osservato da Caterina Scarpellini sul Campidoglio, 1860
- Sulli terremoti avvenuti in Roma negli anni 1858 e 1859: rapporto di Caterina Scarpellini per la romana Corrispondenza scientifica
- Il passaggio di Mercurio avanti il sole osservato in Roma da Caterina Scarpellini il 12 novembre 1861, Roma, 1861
- La grande cometa del 30 giugno 1861: lettera di Caterina Scarpellini al direttore dell'Album di Roma — Si tratta di C/1861 J1 — Estratti
- «Colpo d'occhio sopra i terremoti avvenuti in Roma negli anni 1858, 1859, 1860, 1861, 1862, relativamente alla influenza della luna», in Sitzungsberichte der Kaiserlichen Akademie der Wissenschaften. Mathematisch-Naturwissenschaftliche Classe, vol. 47, 1863, p. 137
- Sulle stelle cadenti (Uranatmi) osservate in Roma sul Campidoglio il 5, 6, 7, 8, 9 e 10 agosto 1864; Osservazioni sulle stelle cadenti periodiche del 10 agosto 1866 – Lettera al commendatore B. Trompeo a Torino
- La sabbia caduta in Roma nelle notti del 21 e 23 febbraro 1864 confrontata con la sabbia del deserto del Sahara. Investigazioni fisico-chimiche di Paolo Peretti e Caterina Scarpellini, Roma, Tip. delle Belle Arti, 1865
- Osservazioni di Caterina Scarpellini per l'anno 1865 con corrispondenza ed osservazioni idrometriche ed idrotermiche sul Tevere, Roma, Tip. delle Belle Arti, 1866
- Biografia dell'astronomo Ignazio Calandrelli, Roma, 1866.
- Gli Uranatmi, ossia stelle cadenti del periodo di novembre 1868 osservati in Roma ed in Civitavecchia, Roma, Tip. delle Belle Arti, 1868
- Lettera necrologica intorno a Rosa Taddei, 1869
- «1869 — Quattordici settembre — I cento anni del natale di Alessandro Humboldt», in Bulletino nautico e geografico di Roma, 1869
- Dimostrazione e determinazione della vera esistenza dell'ozono. Conclusioni desunte da una memoria inedita di Caterina Scarpellini e del dr. Paolo Peretti, Roma, G. Via, 1872 (con Paolo Perretti)
- Un omaggio alla memoria di Trompeo, 1872 (Benedetto Trompeo, medico)

### Riviste scientifiche
- Corrispondenza scientifica
- Bullettino delle osservazioni ozonometriche-meteorologiche

### Liste
- Lista Archiviato il 21 agosto 2016 in Internet Archive. del Servizio bibliotecario nazionale